# أنديرس بيرسون
أنديرس بيرسون (بالسويدية: Anders Persson)‏ هو عسكري سويدي، ولد في 18 مارس 1968.